# Адміністративний устрій Сарненського району (1940—2020)
Адміністративний устрій Сарненського району — адміністративно-територіальний поділ Сарненського району Рівненської області на 1 міську, 2 селищні та 19 сільських рад, які об'єднують 67 населених пунктів та підпорядковані Сарненській районній раді. Адміністративний центр — місто Сарни.

## Список радСарненського району
| №  | Назва                            | Центр                 | Населені пункти                                                      | Площа км²? | Місце за площею | Населення (2001), чол. | Місце за населенням | Розташування |
| -- | -------------------------------- | --------------------- | -------------------------------------------------------------------- | ---------- | --------------- | ---------------------- | ------------------- | ------------ |
| 1  | Сарненська міська рада           | м. Сарни              | м. Сарни                                                             |            |                 |                        |                     |              |
| 2  | Клесівська селищна рада          | смт Клесів            | смт Клесів с. Клесів с. Пугач                                        |            |                 |                        |                     |              |
| 3  | Степанська селищна рада          | смт Степань           | смт Степань с. Грушівка с. Двірець с. Калинівка с. Мельниця с. Труди |            |                 |                        |                     |              |
| 4  | Великовербченська сільська рада  | c. Велике Вербче      | c. Велике Вербче с. Бутейки с. Вирка                                 |            |                 |                        |                     |              |
| 5  | Вирівська сільська рада          | c. Вири               | c. Вири с. Гранітне с. Олексіївка с. Федорівка                       |            |                 |                        |                     |              |
| 6  | Зносицька сільська рада          | c. Зносичі            | c. Зносичі                                                           |            |                 |                        |                     |              |
| 7  | Кам'яне-Случанська сільська рада | c. Кам'яне-Случанське | c. Кам'яне-Случанське                                                |            |                 |                        |                     |              |
| 8  | Карасинська сільська рада        | c. Карасин            | c. Карасин                                                           |            |                 |                        |                     |              |
| 9  | Карпилівська сільська рада       | c. Карпилівка         | c. Карпилівка с. Рудня-Карпилівська с-ще Страшеве                    |            |                 |                        |                     |              |
| 10 | Коростська сільська рада         | c. Корост             | c. Корост с. Мале Вербче с. Одринки                                  |            |                 |                        |                     |              |
| 11 | Костянтинівська сільська рада    | c. Костянтинівка      | c. Костянтинівка с. Іванівка с. Орлівка                              |            |                 |                        |                     |              |
| 12 | Кричильська сільська рада        | c. Кричильськ         | c. Кричильськ с. Поляна с. Убереж с. Угли                            |            |                 |                        |                     |              |
| 13 | Кузьмівська сільська рада        | c. Кузьмівка          | c. Кузьмівка с. Волоша с. Підгірник с. Яблунька                      |            |                 |                        |                     |              |
| 14 | Любиковицька сільська рада       | c. Любиковичі         | c. Любиковичі с. Білятичі с. Мар'янівка                              |            |                 |                        |                     |              |
| 15 | Люхчанська сільська рада         | c. Люхча              | c. Люхча с. Глушицьке с. Глушиця с. Дубки с. Обірки                  |            |                 |                        |                     |              |
| 16 | Немовицька сільська рада         | c. Немовичі           | c. Немовичі с. Гута-Перейма с. Катеринівка с-ще Немовичі             |            |                 |                        |                     |              |
| 17 | Ремчицька сільська рада          | c. Ремчиці            | c. Ремчиці с. Копище с. Тріскині с. Яринівка                         |            |                 |                        |                     |              |
| 18 | Селищенська сільська рада        | c. Селище             | c. Селище с. Чабель с. Ясногірка                                     |            |                 |                        |                     |              |
| 19 | Стрільська сільська рада         | c. Стрільськ          | с. Стрільськ с. Маслопуща                                            |            |                 |                        |                     |              |
| 20 | Тинненська сільська рада         | c. Тинне              | с. Тинне                                                             |            |                 |                        |                     |              |
| 21 | Тутовицька сільська рада         | c. Тутовичі           | с. Тутовичі с. Висове с. Довге с. Цепцевичі с-ще Чемерне             |            |                 |                        |                     |              |
| 22 | Чудельська сільська рада         | c. Чудель             | с. Чудель с. Дубняки с. Зарів'я                                      |            |                 |                        |                     |              |

* Примітки: м. — місто, с-ще — селище, смт — селище міського типу, с. — село